# Желобова Слобода
Желобова Слобода — деревня в Спасском районе Рязанской области. Входит в Михальское сельское поселение

## География
Находится в центральной части Рязанской области на расстоянии приблизительно 6 км на север-северо-восток по прямой от районного центра города Спасск-Рязанский.

## История
На карте 1840 года показана как поселение Желубова с 20 дворами. На карте 1850 года показана как Слободка с 45 дворами. В 1859 году здесь (тогда деревня Спасского уезда Рязанской губернии) было учтено 45 дворов, в 1897—115.

## Население
Численность населения: 425 человек (1859 год), 801 (1897), 233 в 2002 году (русские 93 %), 196 в 2010.